# Вільненська сільська рада (Волноваський район)
| Вільненська сільська рада — колишній орган місцевого самоврядування у Волноваському районі Донецької області з адміністративним центром у с. Вільне. Сільській раді були підпорядковані населені пункти: - с. Вільне |

## Склад ради
Рада складалася з 16 депутатів та голови.

## Керівний склад сільської ради
| ПІБ                             | Основні відомості                                                 | Дата обрання | Дата звільнення |
| ------------------------------- | ----------------------------------------------------------------- | ------------ | --------------- |
| Клеба Марина Григорівна         | Сільський голова, 1973 року народження, освіта, позапартійна      | 26.03.2006   | 31.10.2010      |
| Польченко Олександр Миколайович | Сільський голова, 1956 року народження, освіта вища, безпартійний | 31.10.2010   |                 |

Примітка: таблиця складена за даними джерела